# Ovsec
Ovsec je priimek več znanih Slovencev:
- Damjan J. Ovsec (*1949), etnolog, umetnostni in kulturni zgodovinar, publicist
- Janez Ovsec (1922—1989), pesnik, esejist, publicist, bibliotekar
- Jože Ovsec (1923—1945), slikar
- Peter Ovsec (1931—2014), televizijski voditelj